# Necroscia rosenbergii
Necroscia rosenbergii är en insektsart som beskrevs av Johann Jakob Kaup 1871. Necroscia rosenbergii ingår i släktet Necroscia och familjen Diapheromeridae. Inga underarter finns listade i Catalogue of Life.